# Aleksandra Jarmolińska
Aleksandra Jarmolińska (nacida el 6 de septiembre de 1990) es una tiradora deportiva polaca. Compitió en la prueba de skeet femenino en los Juegos Olímpicos de Verano de 2016. Se declaró lesbiana poco antes de los Juegos Olímpicos de Verano de 2020. Anunció su plan de casarse en Dinamarca después de los Juegos Olímpicos.